# Ant-Man in Osa
Ant-Man in Osa je ameriški superjunaški film iz leta 2018, ki temelji na istoimenskem liku iz Marvelovih stripov. Produciral ga je Marvel Studios. Gre za nadaljevanje filma Ant-Man (2015) in 20. film v Marvelovem filmskem vesolju (MCU). Film je režiral Peyton Reed, scenarij pa so napisali Chris McKenna in Erik Sommers, Andrew Barrer in Gabriel Ferrari. V glavnih vlogah igrata Paul Rudd kot Scott Lang in Evangeline Lilly kot Hope van Dyne, poleg naju dveh pa še Michael Peña, Walton Goggins, Hannah John-Kamen, David Dastmalchian, Tip "T.I." Harris, Judy Greer, Bobby Cannavale, Randall Park, Abby Ryder Fortson, Michelle Pfeiffer, Laurence Fishburne in Michael Douglas. V filmu glavni par sodeluje s Hankom Pymom, da bi ujeto Janet van Dyne rešili iz kvantnega sveta.
Pogovori o nadaljevanju filma Ant-Man so se začeli kmalu po izidu tega filma. Film Ant-Man in Osa je bil uradno napovedan oktobra 2015, v njem pa sta se vrnila Rudd in Lilly, da bi ponovila svoji vlogi. Mesec dni pozneje naj bi se uradno vrnil tudi režiser filma Ant-Man, Reed. Pri produkciji prvega filma se je pridružil pozneje in je bil od začetka navdušen nad razvojem tega filma. Veselil se je tudi predstavitve Hope van Dyne kot Ose v tem filmu in vztrajal, da bosta Lang in Osa obravnavani kot enakopravni. Snemanje je potekalo od avgusta do novembra 2017 v studijih Pinewood Atlanta v okrožju Fayette v Georgii, pa tudi v Metro Atlanti, San Franciscu, Savannahi v Georgii in na Havajih.
Film Ant-Man in Osa je bil premierno predvajan v Hollywoodu v Los Angelesu 25. junija 2018, v Združenih državah Amerike pa je bil premierno predvajan 6. julija 2018 kot del tretje faze MCU. Film je bil kritičen in komercialni uspeh, saj je prejel pohvale kritikov za svoje igralske vloge (zlasti Ruddove in Lillyjeve), humor in lahkotnost ter je po vsem svetu zaslužil več kot 622 milijonov dolarjev. Nadaljevanje, Ant-Man in Osa: Kvantomanija, je izšlo februarja 2023.